# تصريف المياه المشعة لمحطة فوكوشيما دايتشي النووية

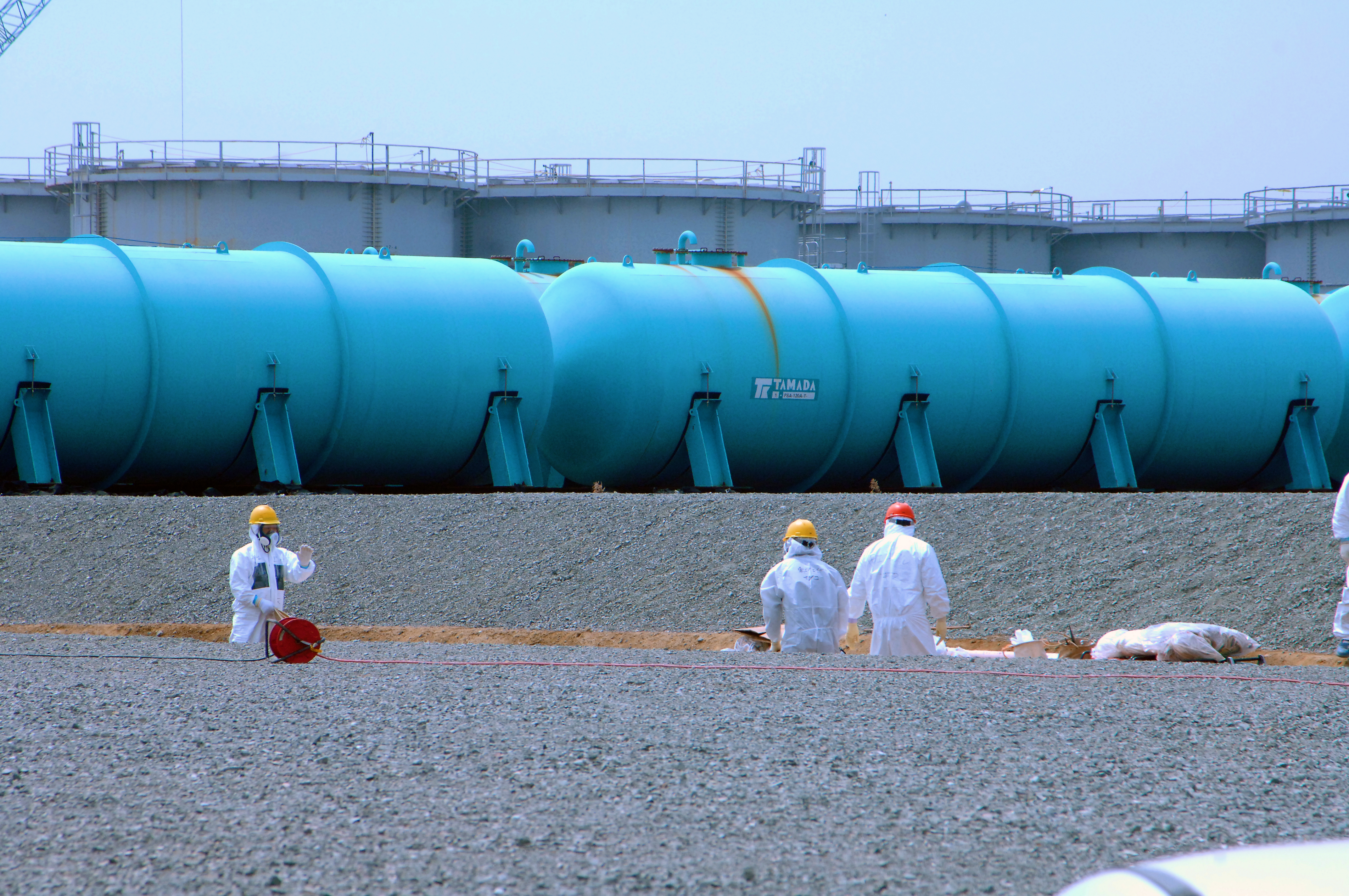
تصريف المياه المشعة لمحطة فوكوشيما دايتشي للطاقة النووية

صُرفت المياه المشعة في المحيط الهادئ منذ كارثة فوكوشيما دايتشي النووية، التي نجمت عن زلزال وتسونامي توهوكو في 11 مارس 2011 في اليابان. جاءت معظم المواد المشعة من التسرب الإشعاعي في الغلاف الجوي بعد وقوع الكارثة مباشرةً، والتي ترسب 80% منها فوق المحيط الهادئ (وبعضها فوق الأنهار) في نهاية المطاف. تسربت المواد المشعة في المياه الجوفية منذ ذلك الحين ولم تعترف المحطة النووية بهذا الأمر حتى عام 2013. بدأت معالجة المياه في عام 2013 عندما أصبح «نظام معالجة السوائل المتقدم» قيد التشغيل، الذي يزيل معظم النويدات المشعة باستثناء التريتيوم. في عام 2021، وافق مجلس الوزراء الياباني على إلقاء المياه المشعة في المحيط الهادئ على مدار 30 عامًا.

## تسرب المواد المشعة إلى المياه الجوفية
في البداية، اعتبارًا من يونيو 2011، كان التهديد الأكبر هو تسرب السيزيوم من المفاعلات النووية إلى المحيط الهادئ. مع مرور الوقت، أصبحت المياه الجوفية المصب الرئيسي للتسربات. تمتص التربة السيزيوم في المياه الجوفية بشكل طبيعي، لكن السترونتيوم والتريتيوم يتدفقان بحرية أكبر عبر التربة إلى المحيط.
على الرغم من حدوث التسرب بشكل متكرر، اعترفت الشركة المشغلة للمحطة النووية، شركة طوكيو للطاقة الكهربائية (تيبكو)، في 22 يوليو 2013 أن هناك تسرب إلى المياه الجوفية، وهو أمر اشتُبه بحدوثه منذ فترة طويلة. تبين لاحقًا أن التسريبات جاءت من خزانات المياه بين عام 2013 وعام 2014. منذ ذلك الحين، فقدت شركة تيبكو ثقة العامة بسبب عدم صراحتها في الأرقام والمعلومات المُعلنة. على سبيل المثال، في عام 2014، ألقت شركة تيبكو باللوم على طريقة القياس الخاصة بها التي استنتجت أن نسبة السترونتيوم في بئر للمياه الجوفية في يوليو 2013 هي 5 ملايين بيكريل لكل لتر، أي ما يعادل 160 ألف ضعف معيار التصريف.
استنتج تقرير لجنة الأمم المتحدة العلمية المعنية بآثار الإشعاع الذري في عام 2020 حدوث «إطلاق مباشر لنحو 60 تيرابيكريل من نظير السيزيوم 137 في المياه الجوفية التي تُصرف من الموقع حتى أكتوبر 2015، حين اتُخذت تدابير للحد من هذه الإطلاقات، ونحو 0.5 تيرا بايت كل السنة بعد ذلك».

### التسريب في الأنهار
يأتي الترسيب غير المباشر في الأنهار من التصريف المباشر السابق في الغلاف الجوي. وفقًا لتقرير لجنة الأمم المتحدة العلمية المعنية بآثار الإشعاع الذري في عام 2020، «استمرت الإطلاقات غير المباشرة لما بين 5 و10 تيرابيكريل من نظير السيزيوم 137 سنويًا عبر الأنهار التي تُصرف من مناطق استجماع المياه».